# Gare de Cannon Street
Cet article concerne la gare ferroviaire dans son ensemble. Pour des détails sur la station de métro, voir Cannon Street (métro de Londres).
La gare de Cannon Street (en anglais : Cannon Street railway station), est une gare ferroviaire établie sur la Ligne principale du Sud-Est (en). Elle est située sur la Cannon Street, dans la Cité de Londres.
Elle est en correspondance avec la station Cannon Street des lignes Circle et District du métro de Londres.